# Crișcior, Hunedoara
Crișcior (în maghiară Kristyor, în germană Kreischquell) este satul de reședință al comunei cu același nume din județul Hunedoara, Transilvania, România.

## Activități miniere
In subsolul comunei există un extins areal de lucrări miniere, desfășurate pe durata mai multor secole, care au urmărit numeroase filoane într-o amplă rețea de galerii și puțuri. In perimetrul comunei s-au aflat sectoarele Ruda-Barza și Valea Morii.
Minereul brut a fost transportat la suprafață prin galeria Victor (ulterior 1 Mai), la 1,2 km sud de Barza, de unde a fost dus cu funicularul la „Uzina de Preparare Gurabarza“ din Barza (construită în anul 1898). In această uzină unde au fost extrase importante cantități de aur, argint, zinc, cupru și sulf.

## Lăcașuri de cult
La Crișcior se păstrează o veche biserică de zid românească, Biserica Adormirea Maicii Domnului, ctitorită de cneazul Balea și soția sa, jupânița Vița, la sfârșitul secolului al XIV-lea. De plan longitudinal, cu turn-clopotniță pe vest, biserica conservă pe pereții pronaosului importante fragmente de pictură murală din epoca fundației (tabloul votiv cu familia ctitorului, scene biblice, sfinți militari etc.), opera unui maestru român de școală locală. Este construită într-un stil de sinteză, rezultând din îmbinarea unor elemente de tradiție bizantină și gotică, filtrate printr-o viziune populară. Există resturi din „Judecata de Apoi” pe peretele nordic, la exterior (secolul al XV-lea ?). Absida a fost reconstruită și amplificată în secolul al XIX-lea.

## Monumente istorice
- Biserica "Adormirea Maicii Domnului", sec. XIV-XV, str. Monumentului 20 (LMI HD-II-m-A-03303).

- Troiță, 1934, Calea Zarandului (LMI HD-IV-m-B-03492).

- Linia ferată industrială cu ecartament îngust Brad - Crișcior, 1906-1907 (LMI HD-II-a-B-20927).

## Personalități
- Ștefan Pașca (1901–1957), lingvist, filolog, membru corespondent al Academiei Române.

## Galerie de imagini

Comuna Crișcior și satele componente
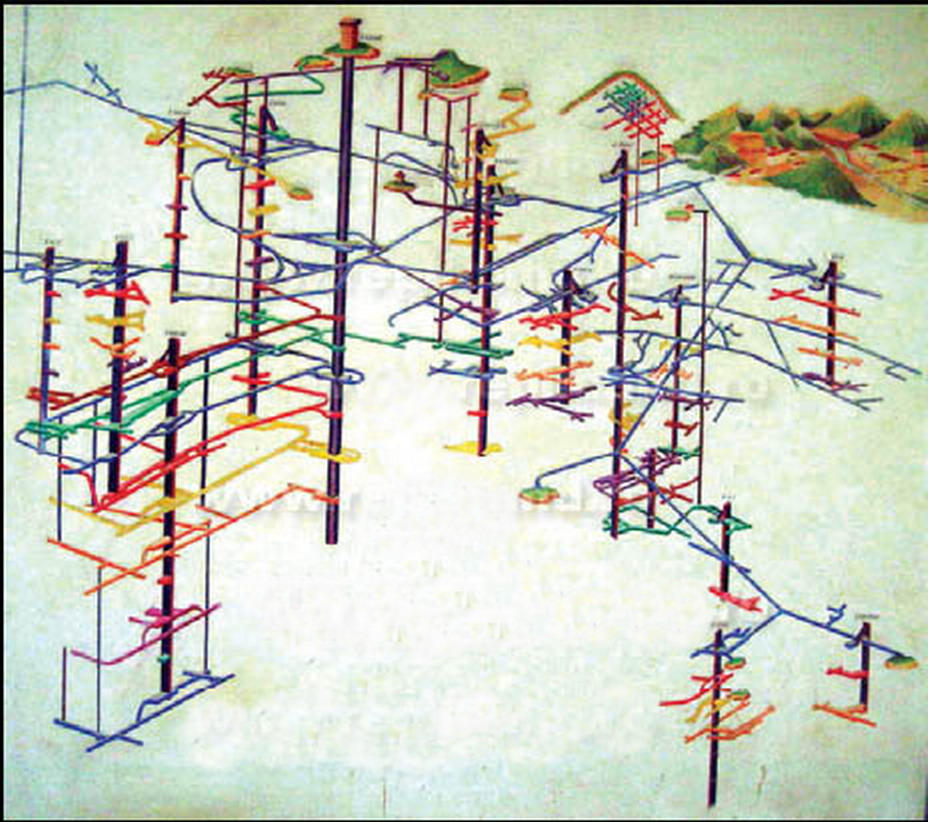
Exploatările miniere din zona Brad